# Antonio Baraya
Antonio Baraya, né le 6 novembre 1770 à Santa Fe de Bogota et mort dans la même ville le 20 juillet 1816, est un militaire colombien. Dans le camp des fédéralistes lors de la guerre contre les centralistes (1812-1814) dirigés par Antonio Nariño, son armée est mise en déroute dans le barrio bogotanais San Victorino.
Il est fusillé, sur ordre du gouverneur espagnol, pendant la période dite du « régime de terreur ».